# Uesugi Narinori
Uesugi Narinori (上杉 斉憲, né le 20 juin 1820 et mort le 20 mai 1889) est un daimyo de l'époque d'Edo qui gouverne le domaine de Yonezawa. À la tête du domaine durant les dernières années du shogunat Tokugawa, il l'entraîne dans les combats de la guerre de Boshin de 1868-1869. Après que la guerre a été perdue, il se retire en faveur de son fils Uesugi Mochinori et meurt en 1889.